# Blakely (Geórgia)
Blakely é uma cidade localizada no estado americano de Geórgia, no Condado de Early.

## Demografia
Segundo o censo americano de 2000, a sua população era de 5696 habitantes.
Em 2006, foi estimada uma população de 5419, um decréscimo de 277 (-4.9%).

## Geografia
De acordo com o United States Census Bureau tem uma área de 
45,6 km², dos quais 45,3 km² cobertos por terra e 0,3 km² cobertos por água.

## Localidades na vizinhança
O diagrama seguinte representa as localidades num raio de 28 km ao redor de Blakely. 